# 杜米特鲁·斯滕加丘
杜米特鲁·斯滕加丘（羅馬尼亞語：Dumitru Stângaciu，1964年8月9日—），罗马尼亚男子足球运动员，司职守门员。他曾代表罗马尼亚国家队参加1998年国际足联世界杯，结果队伍止步十六强。